# Guntram Vesper

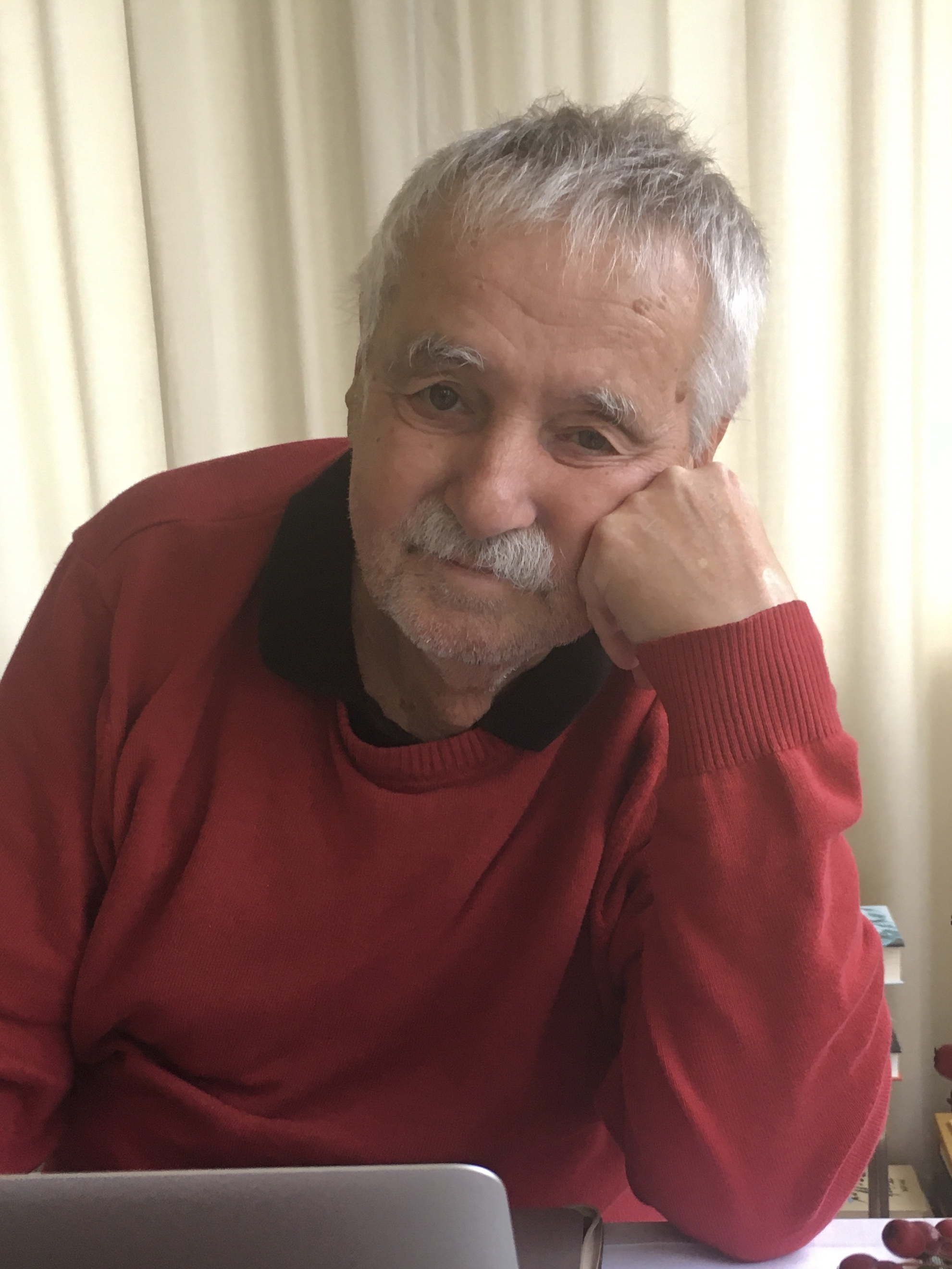
Guntram Vesper (2019)

Guntram Vesper (* 28. Mai 1941 in Frohburg; † 22. Oktober 2020 in Göttingen) war ein deutscher Schriftsteller, Hörspielautor und Privatgelehrter.

## Leben
Guntram Vesper, geboren in Sachsen, war der Sohn des Landarztes Wolfram Vesper und dessen Ehefrau Erika Vesper, geborene Kreil. Seine Vorfahren waren Bergleute und Schmiede im Freiberger und Altenburger Gebiet und im 19. Jahrhundert Fabrikspinner in der frühen sächsischen Textilindustrie an Zschopau und Zwickauer Mulde. Seine Großväter waren ein Schmiedemeister und der Tierarzt Ernst J. Vesper (1866–1956, Erfasser der Bornaischen Krankheit beim Pferd).
Von 1947 bis 1955 besuchte er die Zentralschule in der westsächsischen Kleinstadt Frohburg und von 1955 bis 1957 die Oberschule in der nahegelegenen Kreisstadt Geithain (Frohburg gehörte ab 1952 zum neugebildeten Kreis Geithain.). Seine ersten Schreibversuche machte er in der ersten Klasse (Erstes und zweites Weltgedicht), die erste Erzählung folgte 1952/1953, erste politische Gedichte schrieb er 1953 (Aufstand vom 17. Juni) und 1956 (Ungarischer Volksaufstand).
Im Spätherbst 1957 flüchtete die Familie aus Frohburg und ging über West-Berlin in die Bundesrepublik. Von der Notunterkunft in Gießen aus begab sich der junge Vesper auf eigene Faust in das Dorf Steinheim Vogelsberg und arbeitete von 1957 bis 1959 als Arbeiter, zuerst auf einem Bauernhof und dann auf Baustellen und im hessischen Braunkohlebergbau.
Anschließend besuchte er das Aufbaugymnasium mit Internat in Friedberg/Hessen. Dort lernte er seine spätere Frau kennen. Mit schreibenden Freunden aus dem Schülerheim gab er die literarische Zeitschrift Phase heraus, die eigene Lyrik und Prosa vorstellte. Zur gleichen Zeit stand Vesper in Briefwechsel mit zahlreichen deutschsprachigen Schriftstellern, so mit Arnold Zweig, Kurt Hiller, Alfred Kantorowicz, Hans Mayer, Peter Huchel, Arno Schmidt, Hans Magnus Enzensberger, Günter Kunert, Peter Rühmkorf und Johannes Bobrowski. 1963 machte er Abitur (erste Fremdsprache Russisch).
Danach studierte er in Gießen kurz Germanistik (und Geschichte). Ende des gleichen Jahres wechselte er Fächer und Ort, er ging nach Göttingen und hörte dort Medizin und vor allem Geisteswissenschaften mit den Schwerpunkten Sozialgeschichte der Industrialisierung und Geschichte der Revolutionen und Kriege im ausgehenden 18. und im 19. Jahrhundert. Nach ersten Buchveröffentlichungen, Hörspielproduktionen und Presseaufträgen entschied sich Vesper für die freiberufliche Tätigkeit als Schriftsteller.
Mit 22 Jahren brachte er seinen ersten Gedichtband in der Eremiten-Presse von Victor Otto Stomps heraus, vier Jahre später las er auf der letzten großen Tagung der Gruppe 47. 1967 unternahm er eine Lesereise mit Wolf Peter Schnetz und dessen Junger Akademie in die ČSSR des Prager Vorfrühlings. 1968 folgte eine Winterreise nach Moskau, Leningrad und Kiew. Seine Arbeitswohnung befand sich über lange Jahre in Steinheim am Vogelsberg (heute Ortsteil von Hungen), dem Geburtsort seiner Frau Heidrun Vesper, geborene Aulenbach, mit der er den Sohn Börries Friedrich Wolfram hatte.
1986/1987 hielt er Gastvorlesungen an der Universität-Gesamthochschule Essen, 1993/1994 hatte er die Brüder-Grimm-Professur an der Universität Kassel inne.
Neben den Büchern schrieb Vesper zahlreiche Hörspiele und Radioessays sowie Fernsehfilme, u. a. über Frohburg und die Landschaft seiner Kindheit. Weiter verfasste er Forschungsarbeiten zur Sozial- und Kriminalgeschichte des 19. Jahrhunderts, z. B. Armutskriminalität im 19. Jahrhundert. Seine Werke wurden „Buch des Monats“ der Darmstädter Jury, „Hörspiel des Monats“ und erreichten zweimal Platz 1 der SWR-Bestenliste.

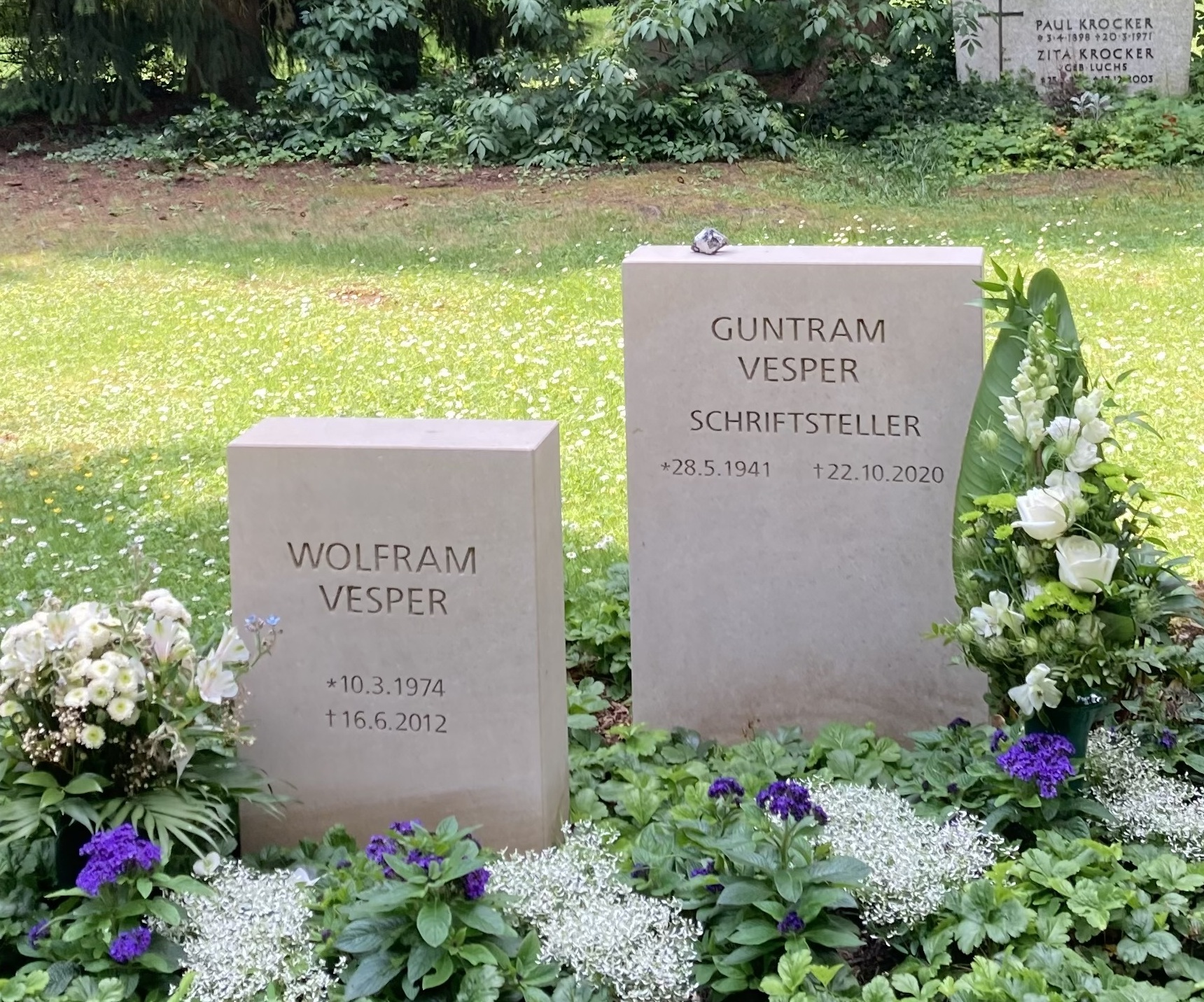
Grabstein Guntram Vesper auf dem Stadtfriedhof zu Göttingen

Vesper war auch Zeichner, Büchersammler, Herausgeber und gelegentlich Kritiker. Er lebte bis zu seinem Tod im Oktober 2020 in Göttingen.

## Schaffen
Guntram Vesper, der seit seiner Jugendzeit literarisch aktiv war, ist als Verfasser von Gedichten, Erzählungen und Hörspielen hervorgetreten. In seinen frühen Werken steht das Thema der Heimatlosigkeit im Vordergrund; später entwickelte er sich zum bedeutenden Schilderer des Land- und Dorflebens, dem er auch historische Forschungen gewidmet hat. Allgemein hervorgehoben wird der in seinen Werken, bei aller elegischen Grundstimmung, vorherrschende sachliche, klare Stil.
Laut dem Kritiker Anton Thuswaldner schrieb Vesper, seitdem er seinen Gedichtband Fahrplan mit 23 Jahren veröffentlicht hatte, unermüdlich an weiteren Gedichten, Erzählungen und Romanen, „geschätzt von einer kleinen Lesergemeinde und vielfach geehrt für sein herausragendes Werk“. Seinen Durchbruch habe er aber erst 2016 mit dem tausendseitigen Roman Frohburg geschafft, „der gleichsam die Summe seines Schaffens zog und den Autor sofort in das Zentrum der literarischen Öffentlichkeit rückte.“ Am Ort Frohburg handle Vesper „deutsche Geschichte und Zeitgeschichte ab, ein Kraftakt, der seinesgleichen sucht.“

## Mitgliedschaften
Guntram Vesper war von 1965 bis 1986 Mitglied des Verbands Deutscher Schriftsteller. Ab 1972 gehörte er dem PEN-Zentrum Deutschland an, ab 1985 der Deutschen Akademie für Sprache und Dichtung in Darmstadt, ab 1990 der Akademie der Wissenschaften und der Literatur in Mainz und ab 1992 als Gründungsmitglied der Freien Akademie der Künste zu Leipzig.

## Auszeichnungen (Auswahl)
- 1968: Förderpreis des Niedersächsischen Kunstpreises
- 1968: Kurt-Magnus-Preis der ARD für seine Hörfunkarbeit
- 1970: Buch des Monats (für Kriegerdenkmal ganz hinten)
- 1971: Preis Junge Dichtung Niedersachsen
- 1973: PEN-Zentrum Deutschland
- 1978: Villa-Massimo-Stipendium
- 1979: Weinpreis für Literatur (für Nördlich der Liebe und südlich des Hasses)
- 1983: Märkischer Kulturpreis
- 1983/84: Stipendium Künstlerhof Schreyahn
- 1984: Förderpreis für Literatur der Berliner Akademie der Künste
- 1984: Märkisches Stipendium für Literatur
- 1985: Niedersachsenpreis und Peter-Huchel-Preis
- 1987: Prix Italia
- 1993: Stipendium Künstlerhaus Edenkoben
- 1997: Dresdner Stadtschreiber
- 1999: Stipendium Künstlerhof Schreyahn
- 2000/01: Stipendium Internationales Künstlerhaus Villa Concordia
- 2006: Dr. Manfred Jahrmarkt-Ehrengabe der Deutschen Schillerstiftung
- 2016: Preis der Leipziger Buchmesse für Frohburg (Kategorie: Belletristik)
- 2017: Erich-Loest-Preis für Frohburg

## Werke
- mit Ludwig Meidner und Wolf Peter Schnetz: Je elementarer der Tod, desto höher die Geschwindigkeit. Auszüge aus Protokollen. Politische Flugschrift. Gedichte. München 1964.
- Fahrplan. Gedichte. Mit 4 Montagen von Bernd Otto Wallmann. Eremiten-Presse, Stierstadt im Taunus 1964.
- Gedichte. Gütersloh 1966.
- Kriegerdenkmal ganz hinten. Prosa. München 1970; revidierte und erweiterte Neuausgabe (als Taschenbuch): München 1982
- Nördlich der Liebe und südlich des Hasses. Roman, München (u. a.) 1979.
- Die Illusion des Unglücks. Gedichte. München (u. a.) 1980.
- Nordwestpassagel. Ein Poem. 1980.
- Die Inseln im Landmeer. Gedichte. Pfaffenweiler 1982.
- Landeinwärts. Texte. Stuttgart 1984.
- Frohburg. Neue Gedichte. Frankfurt am Main 1985.
- Laterna magica. Erählungen. Pfaffenweiler 1985.
- Poetische Perlen. Nördlingen 1985.
- Nordwestpassage. Steglitz. Edition Mariannenpresse, West-Berlin 1985, ISBN 3-922510-29-9.
- Der Schloßpark. Auf Hiddensee. Lohr am Main 1987.
- Dunkelkammer. Berlin-Kreuzberg 1988.
- Leuchtfeuer auf dem Festland. München (u. a.) 1989.
- Ich hörte den Namen Jessenin. Frankfurt am Main 1990.
- Hölderlin in Tübingen. Warmbronn 1991.
- Ein Winter am Anfang. Frankfurt am Main 1991.
- Sächsisches Land. Freiburg i. Brsg. 1991.
- Birlibi und andere Gedichte. Weilheim i. OB 1992.
- Lichtversuche Dunkelkammer. Frankfurt am Main 1992.
- Oblomowtag. Warmbronn 1992.
- Die Erinnerung an die Erinnerung. Pfaffenweiler 1994.
- Galeere meiner Sklaverei. Göttingen 1994.
- Fortdauer des Augenblicks. Warmbronn 1995.
- Das Atmen der Bilder. Warmbronn 1997.
- Entfernung von der Heimat. Bergen, Holland 1997.
- Die Krankheit, zu schreiben. Berlin 1998.
- Landmeer. Edenkoben 1999.
- Das Tosen des Waldmeers bei Weyher. Speyer 1999.
- Besuch in einer abgelegenen Druckerei. Edenkoben 2001.
- Das Knarren der Tore Anfang November. Edenkoben 2001.
- Der Riß durch die Erinnerung. Bamberg 2001.
- Lichtungen. Hamburg 2002.
- Wer ertrinkt, kann auch verdursten. Vom Überleben eines gelösten Rätsels. Rede an die Abiturienten des Jahrgangs 2002. Hg. Ralph Schock. Gollenstein, Blieskastel 2002, ISBN 3-935731-33-7.
- Spätvorstellung. Corvinus Presse, Berlin 2006, ISBN 978-3-910172-79-1.
- Bullenbuch und Mordgeschichte. Frohburger Schreibversuche. Warmbronn 2008.
- Stomps in Gießen. Corvinus Presse, Berlin 2008.
- Auftakt mit Arnold Z. Corvinus Presse, Berlin 2009, ISBN 978-3-910172-66-1.
- Wandertag. Corvinus Presse, Berlin 2014.
- Weg ins Leben. Corvinus Presse, Berliner Bibliophilen Abend, Berlin 2015.
- Frohburg. Roman. Schöffling, Frankfurt am Main 2016, ISBN 978-3-89561-633-4.[5][6][7]
- Nördlich der Liebe und südlich des Hasses. Die Prosa. Schöffling, Frankfurt am Main 2017.
- Tieflandsbucht. Die Gedichte. Schöffling, Frankfurt am Main 2018.
- Jenseits der Kohle hinter den Seen / Das Frohburg-Kohrener Ländchen, Corvinus Presse 2021.

## Herausgeberschaft
- Conrad Felixmüller: Menschen. Ein autobiografisches Fragment. Jever 1988 (eingeleitet, für den Druck eingerichtet und zusammen mit Titus Felixmüller hgb.)
- C’est la vie! Reinbek bei Hamburg 1989 (zusammen mit Alice Frank)
- Conrad Felixmüller: Ungeheure Dinge kamen auf uns zu. Steven Schuyler im Gespräch mit dem Maler. Bremerhaven 1997 (eingeleitet und mit Johann P. Tammen für den Druck eingerichtet und zusammen mit Titus Felixmüller hgb.)